# Rhodiola fushuhsiae
Rhodiola fushuhsiae är en fetbladsväxtart som beskrevs av H.Ohba, S.Akiyama och S.K.Wu. Rhodiola fushuhsiae ingår i släktet rosenrötter, och familjen fetbladsväxter. Inga underarter finns listade i Catalogue of Life.